# Speyer
Speyer (tyskt uttal: [ˈʃpaɪ̯ɐ]
 ( lyssna), äldre stavning Speier, tidigare även Spira) är en kreisfri stad i det tyska förbundslandet Rheinland-Pfalz. Staden ligger på västra stranden av floden Rhen, omkring 20 kilometer söder om Ludwigshafen och Mannheim, och har cirka 51 000 invånare. Speyer var en betydelsefull stad under medeltiden och är känd för sin katolska domkyrka i Speyers stift. Speyers domkyrka är ett världsarv.

## Historia
Staden är en av de äldsta vid Rhen. Den var från början en keltisk stad, av romarna kallad Noviomagus. Från år 10 f.Kr kontrollerades den av romarna, och blev under namnet Civitas Nemetum, Augusta Nemetum eller Nemetæ centralort för den germanska stammen nemeterna. Staden förstördes flera gånger av alemannerna omkring år 300 och ödelades av vandaler och hunner på 400-talet.
År 614 blev staden biskopssäte under namnet Spira. År 1111 fick staden stadsrättigheter och mellan 1294 och 1797 var den fri riksstad. Från 1513 till 1689 var staden med få avbrott säte för den så kallade rikskammarrätten, som därefter flyttades till Wetzlar, och under samma tid hölls där flera riksdagar, bland annat riksdagen år 1529, då de evangeliska ständerna gav sin "protest" mot riksdagens beslut, vilket blev upphovet till termen protestant.
Under trettioåriga kriget besattes Speyer i december 1631 av svenskarna. Det intogs i maj 1632 av spanjorerna, men återtogs några dagar senare av svenskarna. Under det pfalziska tronföljdskriget 1688–1697 förstördes staden av franska trupper, men den återuppbyggdes igen. Mellan 1817 och 1945 var Speyer huvudstad i bayerska Pfalz.

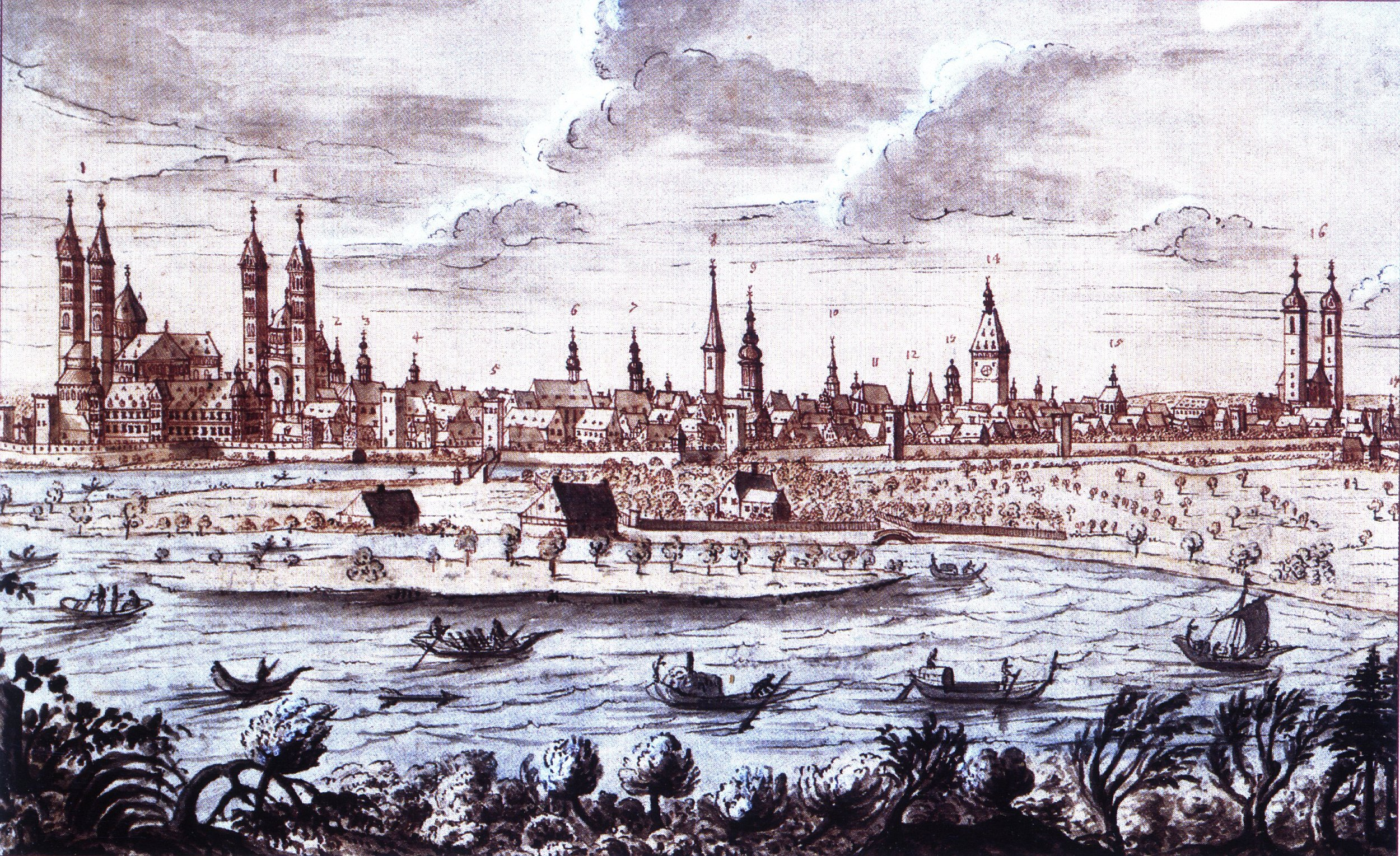
Vy över Speyer, före 1750.
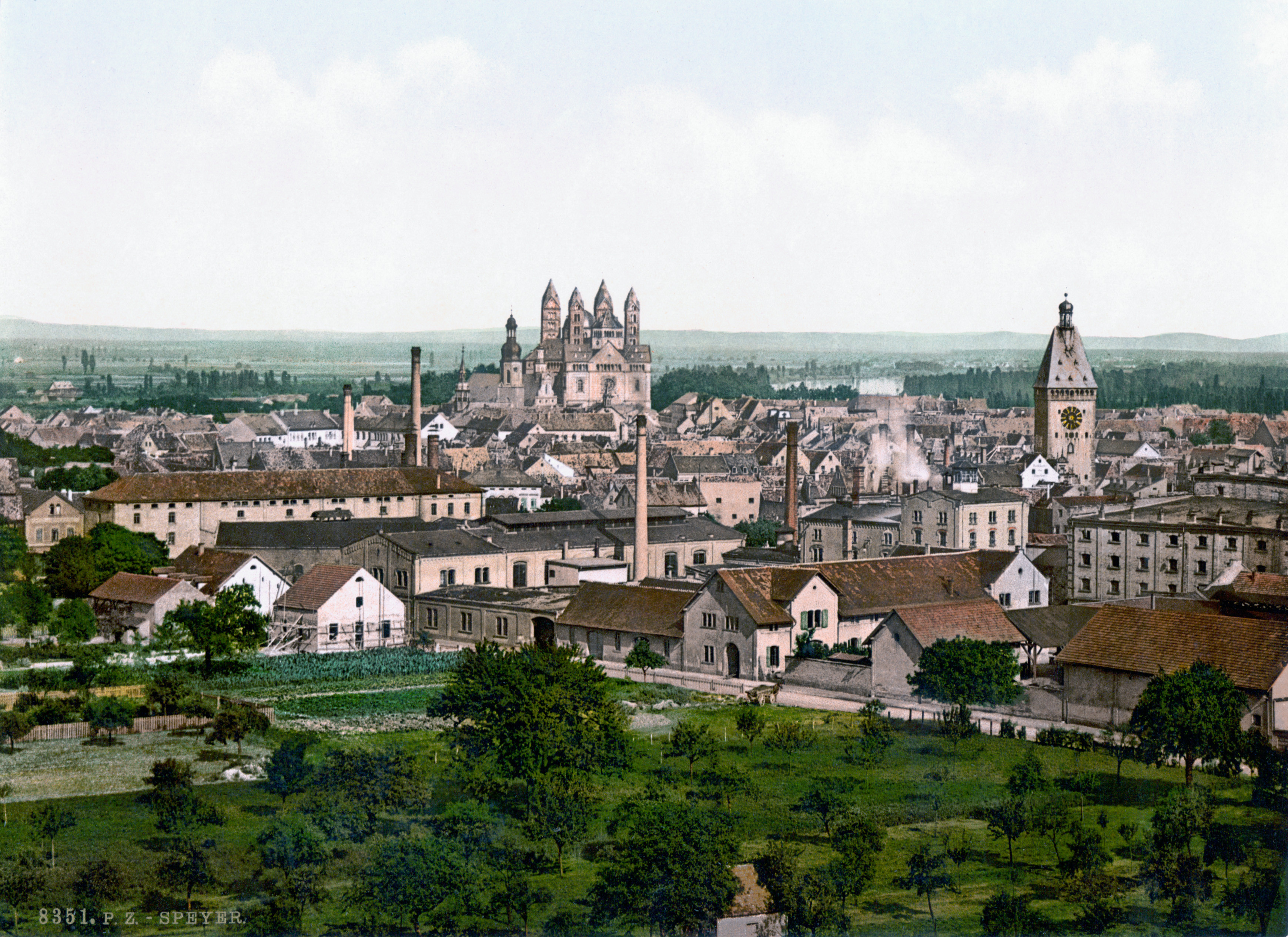
Speyer omkring 1900.

## Stadsbild
Speyer har en mångsidig industri och en hamn vid floden Rhen.
Speyers domkyrka ("Kejsardomen") är ett världsarv. Den uppfördes 1030–1120 och räknas som en av Europas viktigaste romanska byggnader. Den brandhärjades delvis av fransmännen 1689 och restaurerades på 1700- och 1800-talet. Flera tysk-romerska kejsare är gravsatta här.
Speyer är också ett kultur- och utbildningscentrum. Utöver domkyrkan finns här ett känt teknikmuseum (Technik-Museum Speyer) som är systermuseum till det större museet i Sinsheim, och ett universitet med tonvikt på administrativa vetenskaper (Deutsche Universität für Verwaltungswissenschaften Speyer).

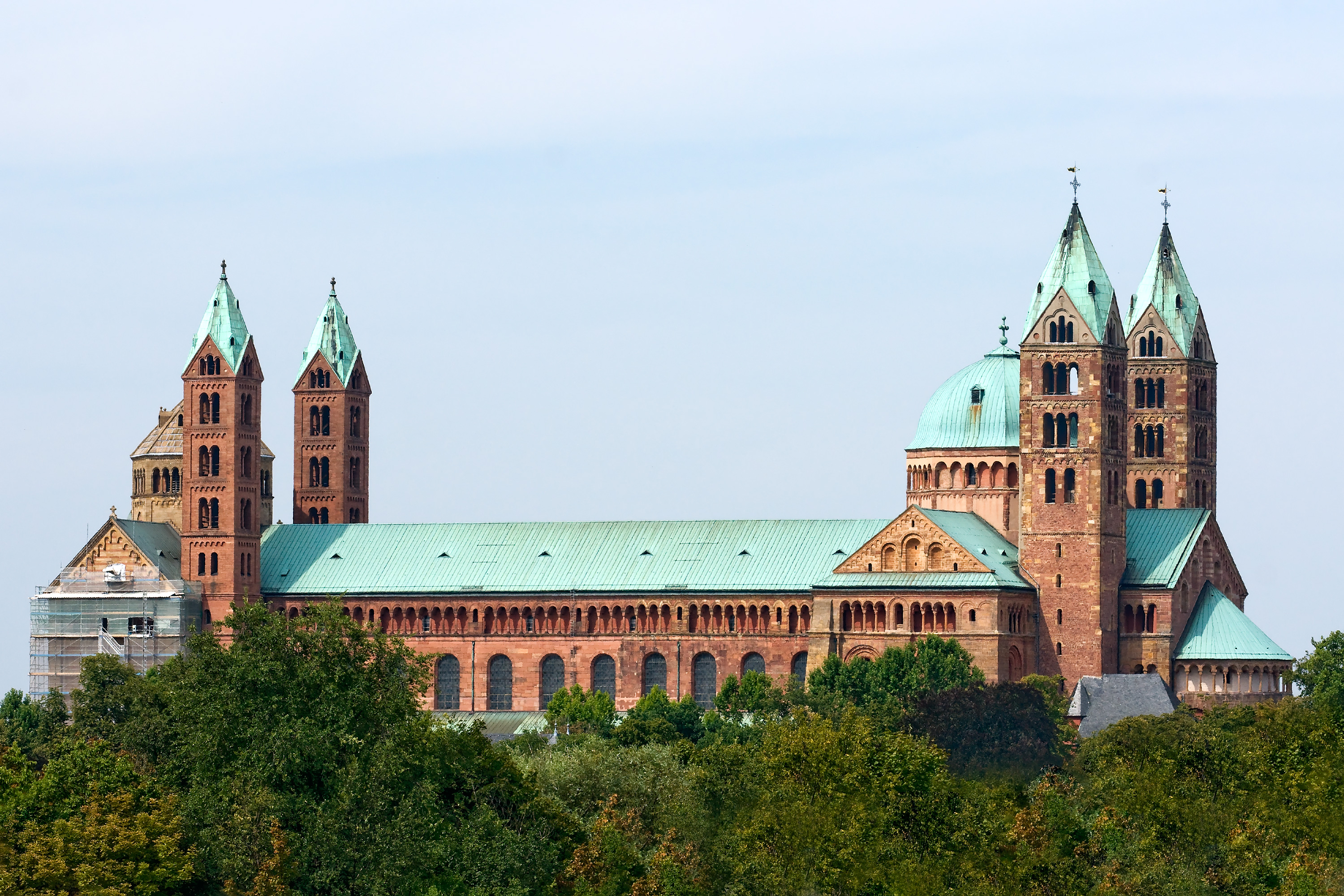
Speyers domkyrka.
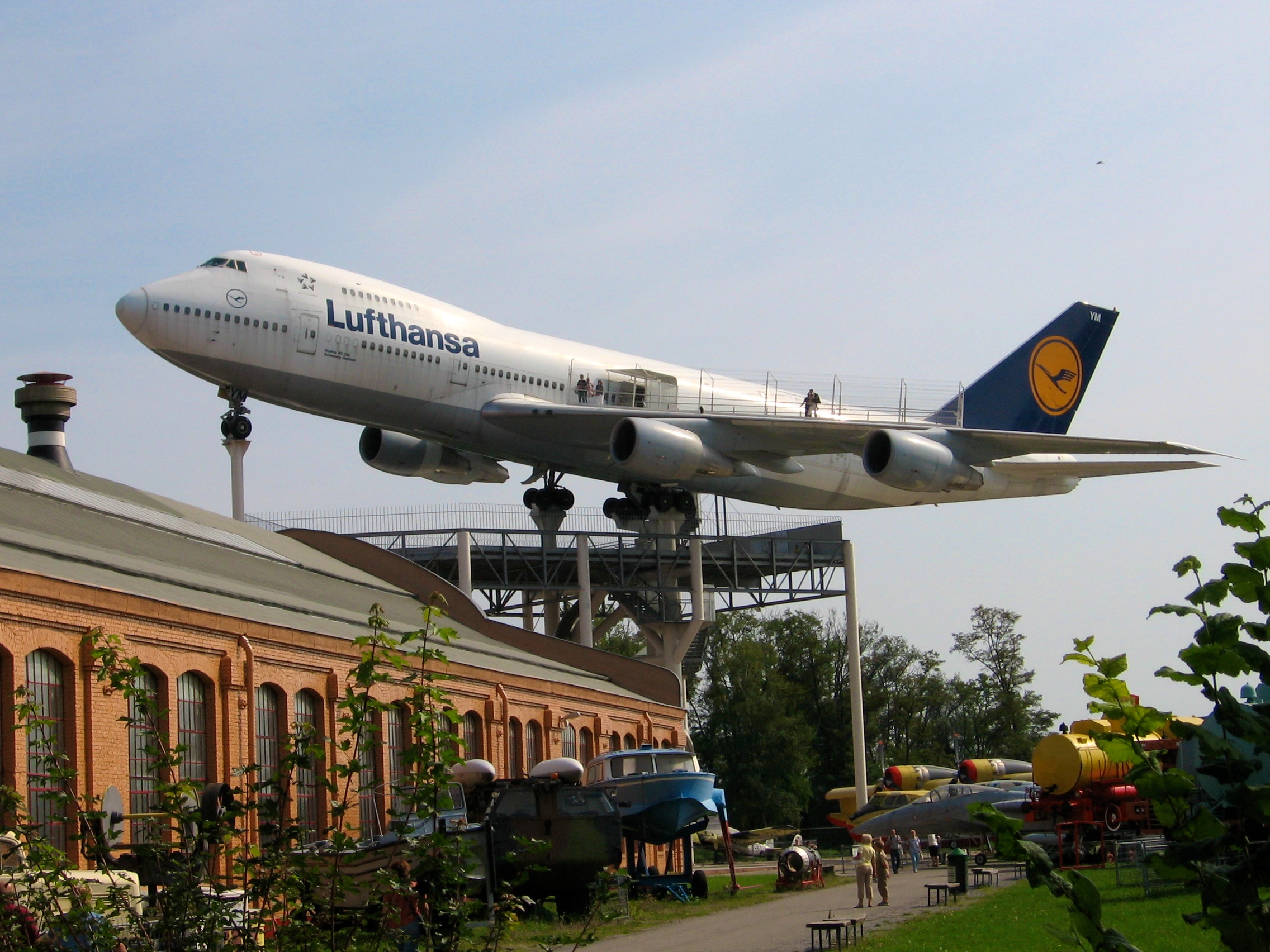
Technik-Museum Speyer.